# Tales Flamínio Carlos
Tales Flamínio Carlos, beter bekend als Tales (São Manuel, 23 februari 1943) is een voormalig Braziliaanse voetballer.

## Biografie
Tales begon zijn carrière bij Ferroviária en brak in 1965 door bij het grote Corinthians. Een jaar later won hij met de club het Torneio Rio-São Paulo, al moest de club deze titel wel met drie andere clubs delen. Hij beëindigde zijn carrière bij São Bento.
Op 28 juni 1968 speelde hij zijn enige interland voor Brazilië tegen Paraguay voor de Copa Oswaldo Cruz, Brazilië verloor de wedstrijd. Hierna werd hij nooit meer opgeroepen.